# Bergisch Gladbach
Bergisch Gladbach (pronunciación en alemán: /ˌbɛʁɡɪʃ ˈɡlatˌbax/ⓘ) es una ciudad alemana y capital del distrito Renania-Berg, en el estado federado de Renania del Norte-Westfalia. En 1975 la ciudad incorporó a Bensberg llegando a una población de 100.000 y en 1977 recibió el título de ciudad.

## Geografía
Bergisch Gladbach está situado al este del río Rin, aproximadamente a 10 kilómetros al este de Colonia.

## Economía
Sus principales industrias son la fabricación de papel, la impresión, fabricación de vidrio y la alta tecnología.

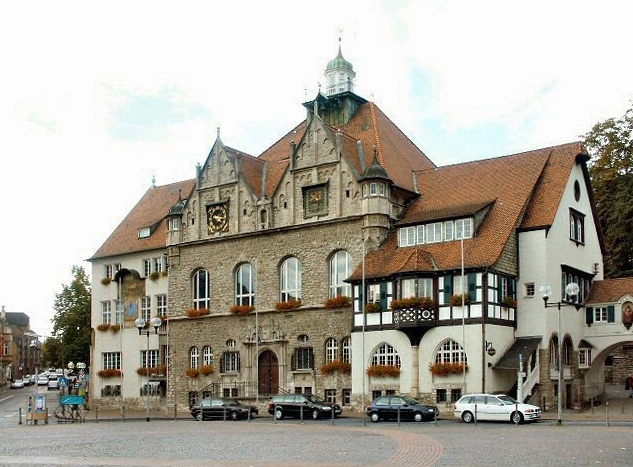
Antiguo edificio del ayuntamiento de la ciudad.

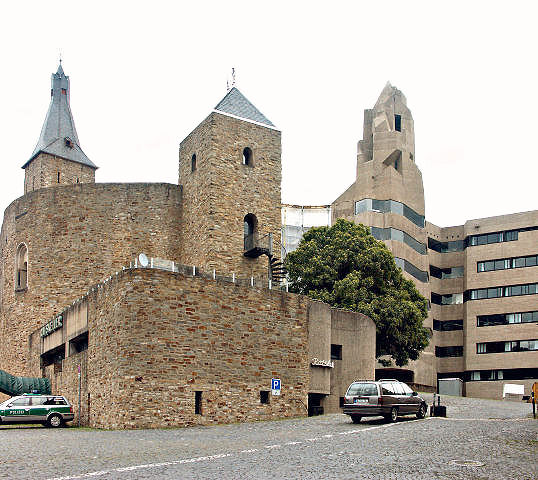
Viejo castillo y el ayuntamiento de Bensberg.

## Ciudades hermanadas
- Bourgoin-Jallieu, Francia en 1956
- Luton, Inglaterra en 1956
- Velsen, Países Bajos en 1956
- Joinville-le-Pont, Francia en 1960
- Runnymede, Inglaterra en 1960
- Marijampole, Lituania en 1989
- Limassol, Chipre en 1991
- Pszczyna, Polonia en 1993
- Surco, Perú en 1993

## Personajes ilustres
- Astrid Benöhr
- Wolfgang Bosbach
- Fabian Hambüchen
- Götz Heidelberg
- Mats Hummels
- Heidi Klum
- Georg Koch
- Tim Wiese
- Tibor Pleiß
- Meike Blecker
- Louis Hofmann